# Sulzbachfall
Sulzbachfall är ett vattenfall i Österrike.   Det ligger i förbundslandet Salzburg, i den centrala delen av landet, 300 km väster om huvudstaden Wien. Sulzbachfall ligger 1 004 meter över havet.
Terrängen runt Sulzbachfall är huvudsakligen bergig. Sulzbachfall ligger nere i en dal. Runt Sulzbachfall är det ganska glesbefolkat, med 34 invånare per kvadratkilometer.. Närmaste större samhälle är Mittersill, 17,2 km öster om Sulzbachfall. 
Trakten runt Sulzbachfall består i huvudsak av gräsmarker.